# Occidental Petroleum
Occidental Petroleum Corporation (Oxy) — це американська транснаціональна нафтова та газова компанія, що працює в усіх галузях нафтової промисловості, тобто в розвідці, нафтопереробці та збуті, у Сполучених Штатах, на Близькому Сході, у Північній Африці та Південній Америці. Компанія також активно працює в хіміко-технічній промисловості зі своєю дочірньою компанією Occidental Chemical Corporation (Oxychem), яка є одним із найбільших у світі виробників хімікатів. Вона виробляє та продає 1,2-дихлоретан, хлорид калію, каустичну соду, хлор, полівінілхлорид та вінілхлорид тощо.
Американське фінансове видання Forbes повідомило, що Occidental є 60-ю публічною компанією світу за ринковою капіталізацією за 2014 рік.
Компанія була замішана в екологічному скандалі на Love Canal в місті Ніагара-Фоллз, штат Нью-Йорк, США. У 1995 році була зобов'язана виплатити 129 мільйонів доларів США як відшкодування.
Нинішній голова та генеральний директор компанії — Вікі А. Холлуб (з квітня 2016 року). З 1990 по 2013 це був Рей Ірані, а потім Стівен Чазен. Період під керівництвом Арманда Хаммера з 1953 по 1986 рік став визначальним для розвитку компанії, яка була заснована в 1920 році.

## Нафта і газ
Occidental Petroleum є лідером у видобутку третинної нафти в Пермському басейні, штат Техас. За межами Сполучених Штатів компанія видобуває в Об'єднаних Арабських Еміратах (40 відсотків газового родовища Аль Хосн), Катарі (24,5 відсотка газового проекту Dolphin), Омані (нафта) і Колумбії (нафта).
Родовища Occidental в басейні Хьюготон були вичерпані в 2014 році, а родовища в басейні Віллістон (Північна Дакота) були продані в листопаді 2015 року.
На аукціонах Міністерства нафти Іраку консорціум, що складається з італійських ENI, KOGAS і Occidental Petroleum, виграв контракт на нафтове родовище Зубайр, назване на честь сусіднього міста Зубайр. Запаси родовища становлять щонайменше 6,6 млрд барелів нафти. У 2015 році Occidental Petroleum оголосила про продаж своїх акцій.
Через конфлікти в Ємені та Лівії Occidental Petroleum припинила або скоротила там свою участь.
У травні 2019 року керівництво Anadarko Petroleum, яка також займається видобутком нафти і газу, погодилося на пропозицію про поглинання, зроблену Occidental за підтримки американського інвестора Уоррена Баффета.

## Хімія
Occidental Petroleum є власником багатьох хімічних заводів, включаючи OxyChem (Occidental Chemical Corporation) і INDSPEC Chemical Corporation. OxyChem є найбільшим у світі виробником хлориду кальцію. і другим за величиною виробником ПВХ у Північній Америці. INDSPEC від Petrolia (Пенсільванія) є найбільшим виробником резорцину та резорцинових смол у світі. Спільно з Church & Dwight працює спільне підприємство Armand Products, найбільший виробник карбонату калію та гідрокарбонату калію.

## Історія
Occidental Petroleum була заснована в Каліфорнії в 1920 році. 1957 року Арманд Гаммер став президентом і генеральним директором компанії після придбання контрольного пакету акцій з податкових міркувань.
У 1965 році компанія Occidental отримала право на розвідку в Лівії, де вона працювала до 1986 року, коли економічні санкції Сполучених Штатів призвели до призупинення діяльності. У 1968 році компанія диверсифікувалася, увійшовши в хімічний бізнес, придбавши Hooker Chemical Company після інциденту з забрудненням Love Canal.
У 1971 році компанія Occidental отримала дозвіл на будівництво нафтопереробного заводу на острові Кенві в Ессексі, Англія, але будівництво було припинено в 1975 році через енергетичну кризу 1970-х років. Місце залишалося занедбаним; резервуари та димохід згодом були знесені. Збереглися лише бетонні фундаменти та річкова пристань.
У 1973 році Occidental домовилася з Радянським Союзом про угоду про обмін фосфатів на природний газ, за якою контрольовані Hammer фірми Occidental Petroleum і Tower International експортували б до Радянського Союзу фосфат, який Occidental видобував у північній Флориді, в обмін на Радянський Союз експортував з Одеси та Вентспілса через фірми Хаммера природний газ, який перетворювався на аміак, поташ і сечовину. Загальна вартість цієї торгівлі оцінювалася в 20 мільярдів доларів. Будівництво радянських портових споруд, спроектованих фірмами Хаммера, частково фінансувався Експортно-імпортним банком за схваленням Ніксона. Угода фінансувала радянське будівництво чотирьох аміачних заводів у Великому Поволжі, і трубопровід, що з'єднує їх з Одеським портом. Арманд Гаммер висловив Брежнєву ідею заснування Одеського припортового заводу, яка була успішно втілена в життя. За участю Гаммера був побудований найбільший завод з виробництва аміаку — «ТольяттіАзот» і аміакопровід Тольятті — Одесса, а також Одеський і Вентспілський припортові заводи — підприємств з виробництва рідких аміачних добрив у СРСР. Реалізація цих грандіозних проектів в СРСР у 1973 році, дає змогу Гаммеру виробляти рекордний мільйон тонн добрив на рік, що миттєво зробило його монополістом на світовій арені. Компанія оголосила тривалість угоди з добривами до 1998 року — до 100-річчя Гаммера.
У серпні 1973 року Лівія націоналізувала 51 % активів Occidental в країні. У лютому 1974 року компанія оголосила про 35-річну угоду про розвідку нафти з Лівією. 81 % нафти, видобутої Occidental Petroleum, мав надходити уряду Лівії, а 19 % залишалося за Occidental Petroleum. У 1986 році компанія призупинила роботу в країні через економічні санкції, введені Сполученими Штатами. У 2005 році Occidental та її партнер Liwa виграли 8 із 15 місць розвідки на аукціоні EPSA-4, зробивши обидві компанії одними з перших, хто вийшов на лівійський ринок після того, як Сполучені Штати зняли ембарго щодо Лівії.
Компанія була однією з перших компаній, які досліджували розробку горючих сланців.
У 1983 році Occidental і Ecopetrol, колумбійська державна нафтова компанія, відкрили гігантське родовище Caño Limón в Арауці. У липні 1996 року компанія продала свою частку в 3 нафтових родовищах у Конго уряду Конго за 215 мільйонів доларів. Наступного року компанія заплатила 3,65 мільярда доларів за придбання нафтового родовища Elk Hills.
У 1986 році компанія створила спільне підприємство з Church & Dwight, яке виробляє продукцію Arm & Hammer, для заводу з виробництва карбонату калію в Масл-Шоалс, штат Алабама.
У 1988 році, коли на його нафтовій платформі Piper Alpha стався вибух, убивши 167 людей. Звіт Каллена висвітлив недоліки в багатьох сферах платформи.
У 1990 році Арманд Хаммер помер, і Рей Р. Ірані став головою та головним виконавчим директором компанії. У 1991 році Occidental продала свою частку в IBP, Inc. У 1993 році компанія продала свої вугільні підприємства, що залишилися.
У 2006 році уряд Еквадору конфіскував частку компанії в блоці 15 тропічного лісу Амазонки, змусивши компанію взяти 306 мільйонів доларів після сплати податків. У 2016 році Еквадор погодився виплатити компанії компенсацію в розмірі 980 мільйонів доларів, порівняно з початковою компенсацією в 1,77 мільярда доларів. Угода була заснована на арбітражному рішенні Міжнародного центру з вирішення інвестиційних спорів 2012 року.
У 2007 році компенсаційна політика Occidental потрапила під пильну увагу після того, як було оголошено, що Ірані отримав 460 мільйонів доларів компенсації в 2006 році. У травні 2011 року Ірані пішов у відставку з посади генерального директора після того, як Пенсійна система вчителів штату Каліфорнія і Relational Investors, два основних акціонери, заперечили проти компенсаційної політики компанії. для топ-менеджерів. Президент Стівен І. Чейзен був призначений генеральним директором замість Ірані, а в 2013 році акціонери вигнали Ірані з посади голови. Незважаючи на його дивовижну винагороду, під час правління Ірані компанія виросла з групи непов'язаних підприємств до компанії, яка зосереджена на нафті та газі, а ринкова капіталізація компанії зросла з 5,5 мільярдів доларів до 80 мільярдів доларів.
У січні 2011 року Occidental уклала партнерство з державною нафтовою компанією Абу-Дабі в розробці родовища Шах, одного з найбільших родовищ природного газу на Близькому Сході, через спільне підприємство під назвою Al Hosn Gas.. Al Hosn Gas почав працювати в 2015 році.
У вересні 2014 року Occidental переніс свою штаб-квартиру в Х'юстон, штат Техас. [40] [41] У листопаді компанія продала свої 50 % акцій BridgeTex Pipeline Company, власника нафтопровідної системи з потужністю 300 000 барелів на день, яка тягнеться від Колорадо-Сіті, штат Техас, до Техас-Сіті, штат Техас, за 1,075 мільярда доларів США. У грудні 2014 року Occidental розподілила 80,5 % своїх акцій California Resources Corporation, найбільшого виробника нафти та природного газу в Каліфорнії на валовій основі в барелях нафтового еквівалента, серед акціонерів Occidental і у березні 2016 року розподілила свою частку, що залишилася, серед акціонерів. У червні 2017 року компанія продала землю в Пермському басейні за 600 мільйонів доларів і використала виручені кошти для придбання інших активів у цьому районі.
У жовтні 2015 року компанія Occidental завершила першу фазу проекту із затоплення вуглекислим газом вартістю 500 мільйонів доларів у Гоббсі, штат Нью-Мексико. У березні 2017 року компанія та її партнер по спільному підприємству Mexichem 50/50 почали експлуатацію установки крекінгу етилену потужністю 1,2 мільярда фунтів стерлінгів на рік на заводі OxyChem в Інглсайді, штат Техас, а також трубопроводів і сховищ у Маркхемі, штат Техас.
У травні 2016 року Вікі Голлуб, яка працювала в Occidental з 1981 року та приєдналася до ради директорів у 2015 році, стала головним виконавчим директором компанії, першою жінкою, яка обіймала посаду головного виконавчого директора великої нафтогазової компанії США.
У січні 2018 року було визнано, що Occidental частково відповідає за воронку Bayou Corne разом із Texas Brine Company та Vulcan Materials Company.